# Таращанський ґебіт
Тараща́нський ґебі́т, окру́га Тара́ща (нім. Kreisgebiet Taraschtscha) — адміністративно-територіальна одиниця Генеральної округи Київ Райхскомісаріату Україна протягом німецької окупації Української РСР під час Німецько-радянської війни. Адміністративним центром ґебіту було місто Тараща.
Ґебіт утворено 20 жовтня 1941 року на території нинішньої Київської і Черкаської областей. Поділявся на 5 районів (нім. Rayons). Існував до взяття Таращі радянськими військами 5 січня 1944 року. Охоплював територію п’ятьох районів тодішньої Київської області: Буцького, Жашківського,  Ставищенського,  Таращанського і Тетіївського та, відповідно, поділявся на п'ять німецьких районів: Буки (нім. Rayon Buki), Жашків (нім. Rayon Shaschkow), Ставище (нім. Rayon Stawischtsche), Тараща (нім. Rayon Taraschtscha) і Тетіїв (нім. Rayon Tetijew), межі яких збігалися з тогочасним радянським адміністративним поділом. При цьому зберігалася структура адміністративних і господарських органів УРСР. Всі керівні посади в ґебіті обіймали німці, головним чином з тих, які не підлягали мобілізації до вермахту. Лише старостами районів і сіл призначалися лояльні до окупантів місцеві жителі або фольксдойчі.